# Tanasevitchia uralensis
Tanasevitchia uralensis là một loài nhện trong họ Linyphiidae.
Loài này thuộc chi Tanasevitchia. Tanasevitchia uralensis được Andrei V. Tanasevitch miêu tả năm 1983.